# Lucífago Rofocale

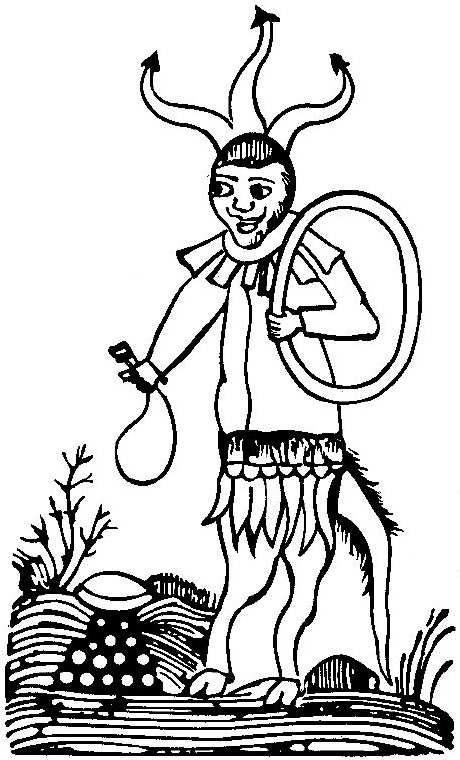
Ilustração de Lucífago Rofocale

Lucífugo Rofocale é supostamente, dentro da demonologia, um dos demônios maiores em hierarquia, sendo o conde e primeiro-ministro do inferno, segundo o Grimório do Papa Honório III. Trata-se de um rei dentre os demônios que está encarregado do governo do inferno por ordem de Lúcifer.
O nome "Lucífugo" é proveniente das palavras latinas lux (luz) e fugio (fugir), dando ao nome o significado de "aquele que foge da luz" ou "aquele que adora a ausência da luz". Rofocale, por sua parte, é um anagrama para "Focalor", o nome de outro demônio. Segundo outras fontes, a origem de "Rofocale" estaria intimamente associada à própria natureza de Lucifuge. Assim como Lucifuge é o inverso de Lucifer (Latim para "portador da luz"), assim também o nome "Rofocale" é derivado de "Lucifer" invertido – isto é, "Reficul".
Segundo a lenda, somente assume um corpo à noite e odeia a luz. Entre seus muitos deveres estão a criação de doenças, deformidades, terremotos, e a destruição de divindades sagradas.
Lucifugo Rofocale é descrito por grimórios ocultistas e demonologistas como um ser encapuzado, e possui 22 liliths guardando seu trono.